# Хнусік
Хнусік (вірм. Խնուսիկ) — село у марзі Арагацотн, на заході Вірменії. Село підпорядковується сусідньому селу Аван.